# Marca di Genova
La Marca di Genova o della Liguria orientale venne creata nel 961 dall'imperatore Ottone I. 
In origine era chiamata anche marca Obertenga dopo il suo primo titolare, Oberto I, oppure Marca Januensis dopo che sua capitale iniziale divenne Genova. La sua creazione fu parte di una riorganizzazione generale del nord-ovest d'Italia in tre distretti di frontiera. Il Ponente ligure diventò Marchesato del Monferrato e l'interno diventò Marca di Torino. Essa comprendeva le contee di Luni, Tortona, Milano, Bobbio e Genova. 
La marca è stata originariamente tenuta dalla linea anziana degli Obertenghi, discendente da Oberto I. Il titolo di marchio divenne comune nella famiglia. Alberto Azzo II venne chiamato Marchio de Longobardia. Da questo tempo la marca venne spesso chiamata la Marca di Milano o Liguria. 

Suo nipote, Obizzo I, divenne il primo margravio degli Este nel 1173 e venne creato "Margravio di Milano e Genova" nel 1184 dall'imperatore Federico Barbarossa. Da allora in poi, il titolo di Este assunse più importanza, soprattutto con la crescita del comune di Milano e la Repubblica di Genova.

## Marchesi
- Oberto I, c.951–c.975
- Oberto II, c.975–c.1014
- Ugo, c.1014-c.1014
- Alberto Azzo I, c.1014–c.1029
- Alberto Azzo II, c.1029–1097
- Folco I, c.1097–c.1146
- Obizzo I, c.1146–c.1193